# آرامستان ارامنه شمال آق‌بلاغ
گورستان ارامنه آق‌بلاغ، مربوط به دوره صفوی و دوره قاجار است و در روستای آق‌بلاغ و شهرستان بروجن واقع شده است. این اثر در تاریخ ۲۵ خرداد ۱۳۸۱ با شمارهٔ ثبت ۵۸۷۷ به‌عنوان یکی از آثار ملی ایران به ثبت رسیده است.